# هری پاتر و یادگاران مرگ – قسمت دوم (بازی ویدئویی)
هری پاتر و یادگاران مرگ - قسمت دوم ( به انگلیسی Harry Potter and the Deathly Hallows – Part ۲ ) عنوان آخرین قسمت از سری بازی های هری پاتر می باشد که براساس فیلمی به همین نام ساخته شده است . این بازی توسط الکترونیک آرتز برای کنسول های پلی استیشن ۳ ، نینتندو دی اس ، ایکس باکس ۳۶۰ ، وی و مایکروسافت ویندوز ساخته و در سال ۲۰۱۱ عرضه گشت .

## شخصیت ها

### قابل بازی
- هری پاتر (شخصیت)

### غیر قابل بازی
- دانش آموزان
- رون ویزلی
- هرماینی گرنجر
- جینی ویزلی
- نویل لانگ باتم
- لونا لاوگود
- هانا اَبوت
- سیموس فینیگان
- بِلِیز زابینی
- گرگوری گویل
- کارکنان هاگوارتز
- آلبوس دامبلدور
- مینروا مک گونگال
- فیلیوس فلیت ویک
- روبیوس هاگرید
- مرگ خواران
- لرد ولدمورت
- بلاتریکس لسترنج
- دراکو مالفوی
- فنریر گری بک
- الکتو کرو
- آمایکوس کرو
- دیگر افراد
- ابرفورث دامبلدور
- مالی ویزلی
- گریپ هوک
- جیمز پاتر
- لیلی پاتر